# Riccardo Lay
Riccardo Lay (* 31. Juli 1949 in Sassari) ist ein italienischer Jazzbassist.
Lay sammelte erste Erfahrungen als professioneller Musiker als Mitglied der Rockgruppe Cadmo mit Antonello Salis und Mario Paliano. Er trat dann in einem Basstrio mit Marcello Melis und Malachi Favors und einem Bassquintett mit Bruno Tommaso, Paolo Damiani, Enzo Pietropaoli und Marcello Melis auf. Als Sideman arbeitete er mit Musikern wie Massimo Urbani, Enrico Rava, Lester Bowie, Paolo Fresu, Tristan Honsinger, John Beach, Cyro Baptista, Amina Claudine Myers, Chicago Beau, Don Moye, Sainkho Namtchylak und Pat Metheny auf.
Lay nahm an Jazzfestivals in ganz Italien, in Frank und der Schweiz teil. Aus seiner Beschäftigung mit dem Ethno-Jazz entstand 2006 das Projekt Interazioni (mit Claudio Corvini, Gavino Murgia, Marcello Peghin und Pietro Iodice). Er tritt in Duo-Formationen mit Marcello Peghin, Gavino Murgia und Daniel Studer und im Trio mit Pasquale Innarella und Aldo Galasso auf und leitet das Meta Quartet (mit Sandro Satta, Antonello Salis und Fabrizio Sferra), das Riccardo Lay Quartetto (mit Claudio Corvini, Gavino Murgia und Peter Iodice) und das Septett Babaiola (mit Maiaclaire Garrison, Joy Garrison, Claudio Corvini, Gavino Murgia, Marcello Peghin und Pietro Iodice).

## Diskographische Hinweise
- Cadmo (mit Antonello Salis, Mario Paliano und Massimo Urbani), 1978
- I Cadmo: Boomerang
- Meta Quartet: Sintesi, 1996
- Riccardo Lay Quartetto: Totem, 1998
- Trio Agria: Microcosmi (mit Enrico Frongia und Alberto Balia), 1998
- Riccardo Lay Quartetto: Frammenti, 2001